# Garry Shandling
Garry Shandling (Chicago, 29 novembre 1949 – Santa Monica, 24 marzo 2016) è stato un comico, cabarettista, attore, sceneggiatore e conduttore televisivo statunitense.
Ha lavorato nelle situation comedy It's Garry Shandling's Show e The Larry Sanders Show.

## Biografia
Garry Emmanuel Shandling nacque a Chicago, Illinois, il 29 novembre 1949. Il padre, Irving Shandling, era proprietario di una tipografia; la madre, Muriel Estelle (nata Singer), era proprietaria di un negozio di animali. La famiglia si trasferì a Tucson, in Arizona, in modo che il fratello maggiore di Garry, Barry, potesse curare la fibrosi cistica. Barry morì quando Garry aveva 10 anni.
Shandling frequentò la Palo Verde High School, e si laureò alla University of Arizona, dove seguì corsi di ingegneria elettronica e marketing, con un anno di studi post laurea in scrittura creativa.
Dopo aver sofferto di iperparatiroidismo, morì il 24 marzo 2016 all'età di 66 anni per un'embolia polmonare.

## Esordi
A 19 anni, Shandling si recò in un club di Phoenix per mostrare a George Carlin alcuni testi comici. Il giorno successivo, Carlin gli disse che c'erano battute divertenti in ogni pagina e lo incoraggiò a continuare.
Nel 1973, Shandling si trasferì a Los Angeles, dove per alcuni anni lavorò in un'agenzia pubblicitaria.

## Carriera
Shandling iniziò la carriera nel mondo dello spettacolo scrivendo testi per diverse situation comedy (Sanford and Son, Welcome Back, Kotter). Esordì come stand-up comedian nel 1978 al Comedy Store di Los Angeles. Nel 1981 esegue il suo primo monologo tv al Tonight Show di Johnny Carson, che in seguito spesso sostituì alla conduzione. Nel 1986, creò lo show It's Garry Shandling's Show, candidato a quattro Emmy Awards (di cui uno per Shandling) che durò fino al 1990. La sua seconda situation comedy, The Larry Sanders Show, fu trasmessa da HBO nel 1992 e gli valse la candidatura a diciotto Emmy Awards e, nel 1998, vinse l'Emmy per la miglior sceneggiatura di una serie comica. In campo cinematografico, ha recitato in Iron Man 2 e Captain America: The Winter Soldier.
Durante la sua carriera è stato candidato a diciannove Primetime Emmy Awards e due Golden Globe, insieme a molti altri premi. Ha condotto i Grammy Awards quattro volte e gli Emmy Awards tre volte.

## Filmografia

### Cinema
- Love Affair - Un grande amore (Love Affair), regia di Glenn Gordon Caron (1994)
- Bugie, baci, bambole & bastardi (Hurlyburly), regia di Anthony Drazan (1998)
- Da che pianeta vieni? (What Planet Are You From?), regia di Mike Nichols (2000)
- Amori in città... e tradimenti in campagna (Town & Country), regia di Peter Chelsom (2001)
- Iron Man 2, regia di Jon Favreau (2010)
- Il dittatore (The Dictator), regia di Larry Charles (2012) - cameo
- Captain America: The Winter Soldier, regia di Anthony e Joe Russo (2014)
- Chef - La ricetta perfetta (Chef), regia di Jon Favreau (2014)

### Televisione
- X-Files (The X-Files ) - serie TV, episodio 7x19 (2000) cameo nei panni di se stesso

### Doppiatore
- Il dottor Dolittle (Dr. Dolittle), regia di Betty Thomas (1998)
- La gang del bosco (Over the Hedge), regia di Tim Johnson e Karey Kirkpatrick (2006)
- L'avventura di Hammy con il boomerang (Hammy's Boomerang Adventure), regia di Will Finn (2006)
- Il libro della giungla (The Jungle Book), regia di Jon Favreau (2016)

## Doppiatori italiani
Nelle versioni in italiano delle opere in cui ha recitato, Garry Shandling è stato doppiato da:
- Enzo Avolio in Amori in città... e tradimenti in campagna, Iron Man 2, Captain America: The Winter Soldier
- Francesco Pannofino in Love Affair - Un grande amore[1]
- Luca Biagini in Bugie, baci, bambole & bastardi
- Giorgio Lopez in Da che pianeta vieni?[2]
- Fabrizio Temperini in X-Files

Da doppiatore è sostituito da:
- Franco Mannella ne La gang del bosco, Le avventure di Hammy con il boomerang
- Giorgio Lopez ne Il dottor Dolittle
- Alessandro Quarta ne Il libro della giungla